# Montbrehain
Montbrehain es una comuna francesa situada en el departamento de Aisne, de la región de Alta Francia.

## Geografía
Está ubicada a 12 km al norte de San Quintín.

## Demografía
| 1121 | 1064 | 986 | 926 | 898 | 909 | 809 | 836 |
| Para los censos de 1962 a 1999 la población legal corresponde a la población sin duplicidades (Fuente: INSEE [Consultar]) |      |     |     |     |     |     |     |